# Uprising (Entombed)
Uprising è il sesto album registrato in studio dalla death metal band svedese Entombed.

## Tracce
1. Seeing Red – 3:29
2. Say It in Slugs – 4:46
3. Won't Back Down – 3:12
4. Insanity's Contagious – 2:51
5. Something out of Nothing – 3:13
6. Scottish Hell – 3:08
7. Time Out – 4:00
8. The Itch – 4:22
9. Year in Year Out – 2:39
10. Returning to Madness – 3:15
11. Come Clean – 2:52
12. In the Flesh – 6:04

L'edizione statunitense dell'album contiene tre tracce aggiuntive: Superior, The Only Ones e Words; l'edizione giapponese contiene invece la traccia aggiuntiva Enlist.

## Formazione
- Lars-Göran Petrov - voce
- Uffe Cederlund - chitarra
- Alex Hellid - chitarra
- Jörgen Sandström - basso
- Peter Stjärnvind - batteria